# Monodiexodininae
Monodiexodininae es una subfamilia de foraminíferos bentónicos de la familia Schwagerinidae, de la superfamilia Fusulinoidea, del suborden Fusulinina y del orden Fusulinida. Su rango cronoestratigráfico abarcaba desde el Gzheliense (Carbonífero superior) hasta el Kunguriense (Pérmico inferior).

## Discusión
Clasificaciones más recientes incluyen Monodiexodininae en la superfamilia Schwagerinoidea, y en la subclase Fusulinana de la clase Fusulinata. Algunas clasificaciones incluyen Monodiexodininae en la familia Pseudofusulinidae.

## Clasificación
Monodiexodininae incluye a los siguientes géneros:
- Monodiexodina †, también considerado en la subfamilia Schwagerininae
- Pseudofusulinoides †
- Ruzhenzevites †
- Timanites †